# Алкобендас
Алкобендас (на испански: Alcobendas) е град в Испания. Населението му е 114 864 жители (по данни към 1 януари 2017 г.), а площта му е 44,98 km². Намира се на 700 m н.в. в часова зона UTC+1 в централната част на страната. Пощенските му кодове са 28100, 28108 и 28109.
Градът е родно място на Пенелопе Крус.